# Pseudocatharylla bifasciella
Pseudocatharylla bifasciella là một loài bướm đêm trong họ Crambidae.